# Jack Hatfield
John Gatenby Hatfield, detto Jack (Stokesley, 15 agosto 1893 – Middlesbrough, 30 marzo 1965), è stato un nuotatore e pallanuotista britannico.
Ha partecipato ai Giochi di Stoccolma 1912, di Anversa 1920 e di Parigi 1924, gareggiando nel nuoto, mentre ai Giochi di Amsterdam 1928, ha gareggiato nel torneo di pallanuoto.

## Palmarès
- Giochi olimpici

Stoccolma 1912: argento nei 400 metri stile libero, argento nei 1500 metri stile libero, bronzo nella staffetta 4x200 metri stile libero.